# Teatro del Ejército Ruso
El Centro Académico Teatral del Ejército Ruso (en ruso: Центральный академический театр Российской армии, transl.: Tsentralnyy akademicheskiy teatr Rossiyskoy Armii), llamado por su acrónimo: "TsATRA" (ЦАТРА) es un teatro ubicado en Moscú siendo el más grande de la ciudad. Fue inaugurado en 1929 bajo el nombre de "Teatro del Ejército Rojo" hasta 1951 cuando fue cambiado al de "Teatro del Ejército Soviético". Las funciones producidas se centran en la guerra como trasfondo.
El edificio está situado en la Plaza Suvorov y su primera remodelación tuvo lugar entre los años 1934 y 1940 de forma pentagonal asemejándose a la estrella roja soviética característica de la arquitectura estalinista. Fue diseñado por Kalo Halabyan y V. Simbirtsev. El teatro fue construido con el objetivo de ser el más grande de Europa, no obstante fue lo bastante grande para albergar tanques, caballería y navíos del ejército. El auditorio tiene un aforo de 1.900 espectadores.
El primer director del teatro fue el actor Aleksey Popov hasta 1963 año en el que fue sustituido por su hijo: Andrei Popov. Algunos actores destacados que han actuado en él han sido: Lyudmila Kasatkina, Vladimir Zeldin, Nina Sazonova, Lyudmila Chursina, Larisa Golubkina, Nikolai Pastukhov, Boris Plotnikov, Fyodor Chekhankov y Lyubov Dobrzhanskaya.